# Rzęsistek pochwowy
Rzęsistek pochwowy (Trichomonas vaginalis) – gatunek wiciowca z rodzaju rzęsistków, pasożyt układu moczowo-płciowego człowieka. Wywołuje rzęsistkowicę (chorobę przenoszona drogą płciową). Jest gatunkiem kosmopolitycznym, występuje we wszystkich krajach świata.

## Morfologia
Trofozoit o długości 4–40 μm i szerokości 3–36 μm, o kształcie okrągłym, owalnym lub gruszkowatym, rzadziej wrzecionowaty. Kształt i wielkość komórek mogą ulegać zmianie podczas dopochwowego podawania niektórych leków (np. metronidazolu). Organizm łatwo może zmieniać swój kształt i wytwarzać nibynóżki.
Jądro komórkowe (stanowi około 1/10 części całej komórki), zlokalizowane bliżej przedniego bieguna, ma kształt owalny lub wrzecionowaty. Chromatyna jest skupiona w dużych grudkach. Jądro wraz z 5 wiciami (mastigontami) tworzy kariomastigont. Cztery przednie wici są wolne, natomiast piąta (wić tylna lub sterowa) daje początek błonie falującej (która stanowi 30–60% długości komórki).
Obok jądra komórkowego zlokalizowany jest aksostyl (pałeczka osiowa) wystający w postaci kolca na tylnym biegunie poza pelikulę. Stanowi on ważny element cytoszkieletu. Jego trzon tworzy rulon ze zgrubieniem (pierścieniem), zaś przednią część stanowi spłaszczona główka (capitulum), łącząca się z półksiężycowatą peltą.
Z kinetosomów, oprócz wici, wychodzą także korzenie rzęskowe oraz poprzecznie prążkowane włókna parabazalne (wraz z aparatem Golgiego tworzą one aparat parabazalny typu Janickiego). Dwa z włókień parabazalnych krzyżują się z aksostylem.

## Biologia

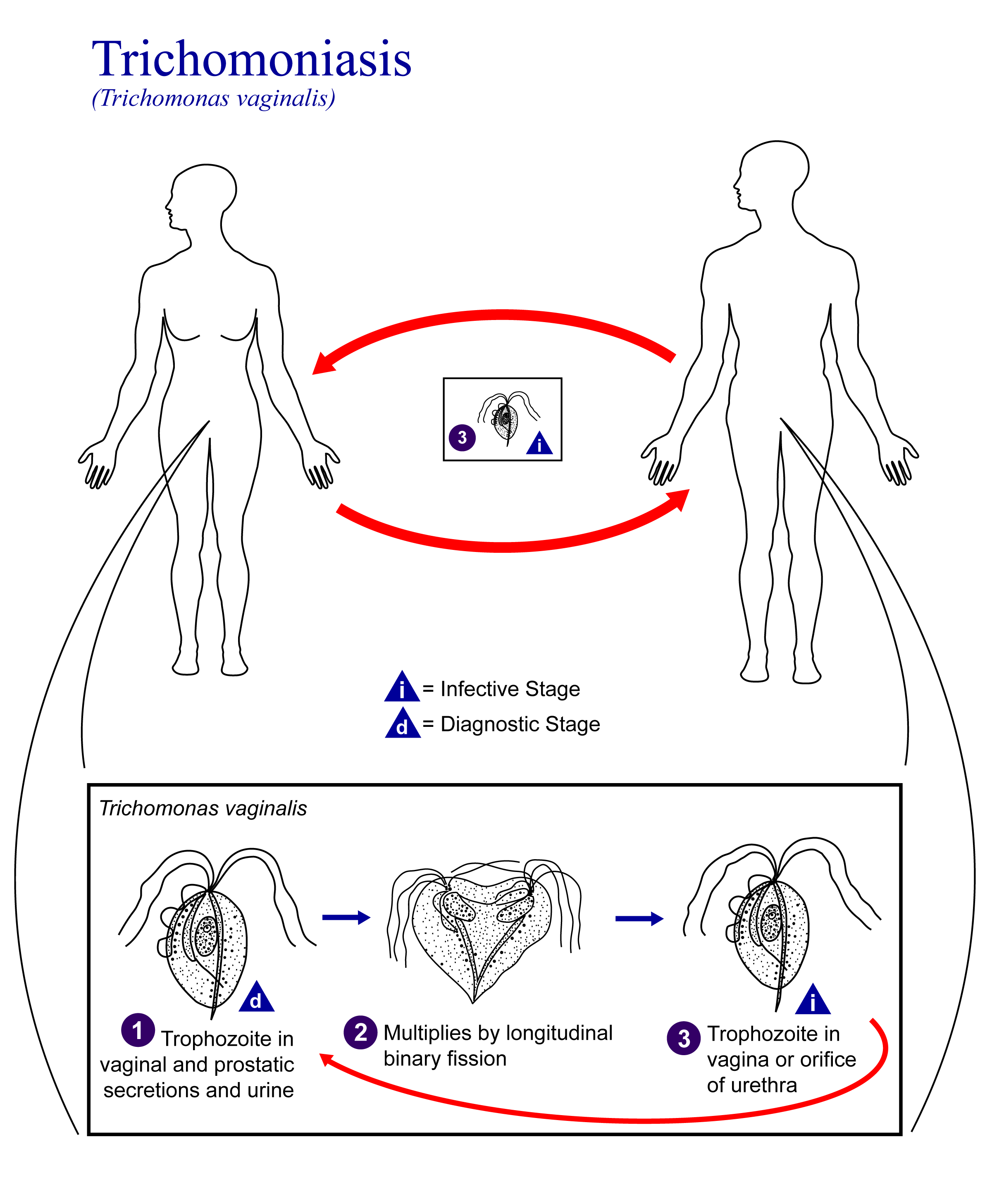
Cykl życiowy rzęsistka pochwowego

### Fizjologia
Jest anaerobem (organizmem beztlenowym). Odżywia się na drodze pinocytozy. Jego hydrogenosomy pełnią funkcję nieobecnego mitochondrium. W przemianie koenzymu A z kwasem pirogronowym, połączonej z dekarboksylacją oksydacyjną, wytwarzają one wolny wodór.
Rozmnaża się bezpłciowo przez podłużny (symetrogeniczny) podział komórki, z którego powstają 2 osobniki potomne. Najpierw dzielą się kinetosomy, następnie wici i jądro.

### Genetyka
W Science z 12 stycznia 2007 roku zespół naukowców pod kierownictwem Jane M. Carlton doniósł o zsekwencjonowaniu jego genomu (o wielkości ok. 160 megapar zasad), z czego dwie trzecie to sekwencje powtórzeniowe (repetytywne) lub transpozonowe. Świadczy to o niedawnym rozszerzeniu genomu, związanym z przystosowaniem do pasożytniczego trybu życia, a wynikłym z poziomego transferu genów od bakterii i późniejszym amplifikacjom odpowiednich rodzin genowych. Uzyskana sekwencja genomu przewiduje również nowe, nieznane funkcje hydrogenosomu, co jest zgodne z mitochondrialną teorią jego pochodzenia.

## Chorobotwórczość
Według danych Światowej Organizacji Zdrowia (WHO) w 2011 r. na całym świecie zarażonych rzęsistkowicą było kilkaset milionów ludzi. Chorobowość (prewalencja) u par seksualnych wynosi zazwyczaj 44–100%, przy czym jest wyższa u kobiet (o kilka lub nawet kilkanaście razy). Największy odsetek chorych stanowią kobiety w wieku 30–40 lat.
Gatunek ten nie tworzy cyst. Jego postacią inwazyjną jest trofozoit. Wrota zakażenia stanowi cewka moczowa lub pochwa. Bezpośrednią (najczęstszą) drogą szerzenia jest stosunek płciowy. Dużo rzadziej zakażenie przenosi się drogą pośrednią przez niewyschniętą wydzielinę zawierającą trofozoity na wspólnie używanych przedmiotach (np. ręcznikach, bieliźnie, pościeli, urządzeniach sanitarnych, narzędziach lekarskich). Czasami może ono rozprzestrzeniać się również poprzez ciepłe wody solankowe (o ciśnieniu osmotycznym zbliżonym do ludzkich płynów ustrojowych) lub borowiny (o pH ~6), zwłaszcza w różnych uzdrowiskach, sanatoriach czy szpitalach. Czas inkubacji inwazji szacuje się na 5–28 dni.
U kobiet zakażenie obejmuje: pochwę, cewkę moczową, szyjkę macicy (rzadko jednak poza ujście zewnętrzne), a czasami również gruczoły przedsionkowe większe (gruczoły Bartholina) oraz mniejsze (gruczoły Skenego). Liczebność populacji pasożyta w pochwie zmienia się wraz z cyklem menstruacyjnym. Najwyższa jest w fazach: estrogennej oraz późnej lutealnej (faza ciałka żółtego), najniższa zaś – podczas owulacji. Największe wahania liczebności pomiędzy poszczególnymi fazami cyklu menstruacyjnego są charakterystyczne głównie dla zarażenia bezobjawowego u kobiet.
U mężczyzn zakażenie obejmuje: napletek, żołądź, cewkę moczową, a następnie gruczoł krokowy. Nierzadko obejmuje ono również wyższe odcinki dróg moczowych. Jego powikłaniem bywa czasem także zakażenie najądrzy oraz kanalików wyprowadzających jąder.
U noworodków i niemowląt może dojść do zarażenia również podczas zwykłych zabiegów pielęgnacyjnych od matki lub innych kobiet opiekujących się dziećmi. Znane są również zarażenia okołoporodowe rzęsistkiem pochwowym. Oba przypadki transmisji dotyczą jednak częściej dziewczynek niż chłopców, ponieważ te otrzymują od matki estrogeny sprzyjające rozwojowi tego pasożyta (zwykle do 12. tygodnia życia).
Czasami zakażenie może być bezobjawowe, co jednak zdarza się 4–6 razy częściej u mężczyzn. Najprawdopodobniej wówczas rzęsistek zajmuje gruczoł krokowy, gdzie rozmnaża się i opuszcza organizm wraz ze spermą (co może być źródłem transmisji choroby).
Według danych epidemiologicznych oraz klinicznych istnieje trzykrotny wzrost ryzyka zakażenia wirusem HIV-1 przy współistniejącym zakażeniu rzęsistkiem pochwowym. Wskazuje się również na udział rzęsistka w etiopatogenezie raka prostaty i dysplazji nabłonka macicy, natomiast u ciężarnych nieleczona rzęsistkowica może prowadzić do porodu przedwczesnego czy niskiej masy urodzeniowej noworodka.

## Leczenie
W leczeniu rzęsistkowicy wykorzystuje się nitroimidazole (metronidazol, tinidazol, ornidazol) oraz furany (nifuratel).